# Liste von Bergen und Erhebungen in Hessen

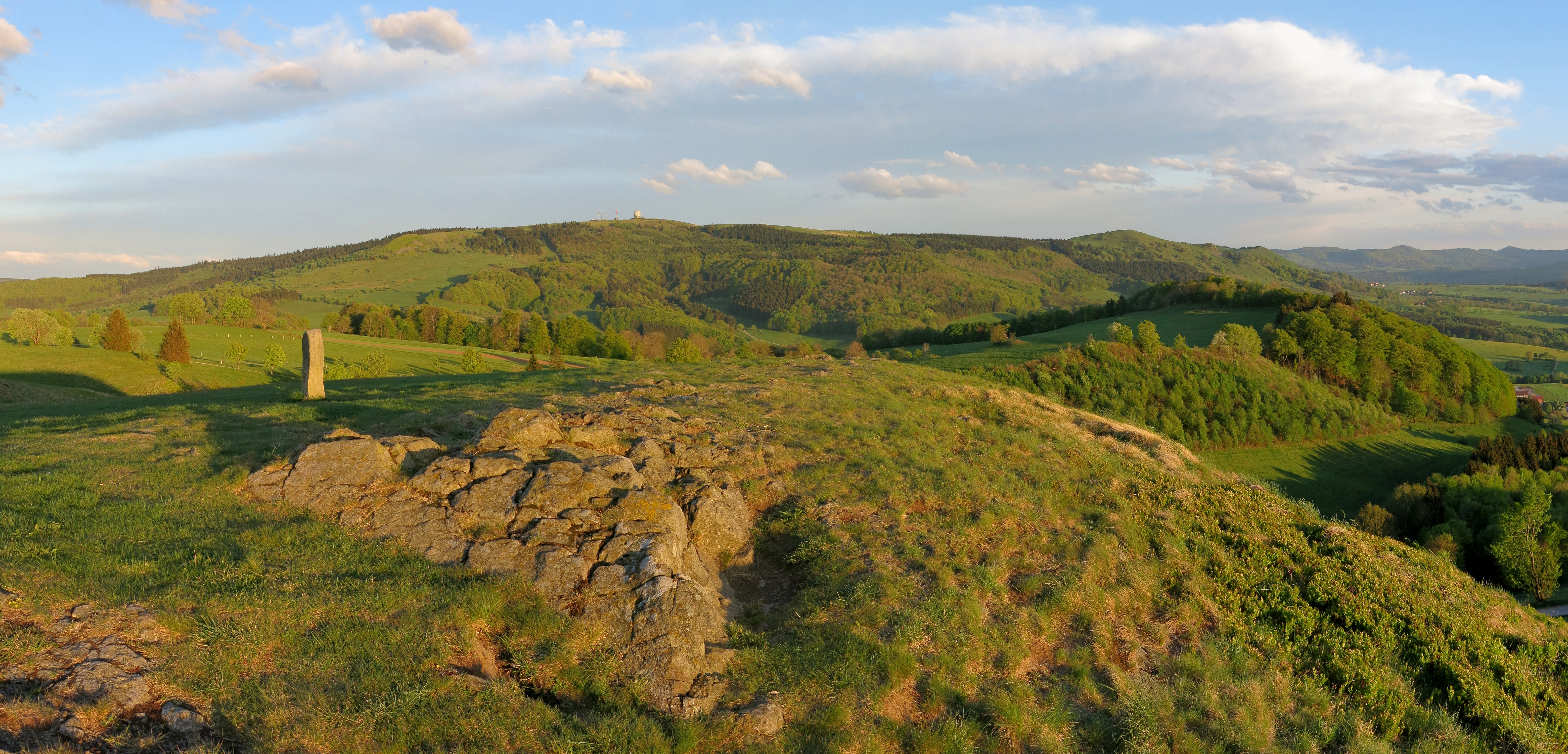
Wasserkuppe, höchster Berg Hessens, aufgenommen vom Weiherberg

Die Liste von Bergen und Erhebungen in Hessen enthält eine Auswahl von Bergen und Erhebungen sowie deren Ausläufern im deutschen Bundesland Hessen – sortiert nach Höhe in Meter (m) über Normalhöhennull (NHN):

## Höchste Berge hessischer Regierungsbezirke
In folgender Tabelle ist der jeweils höchste Berg der drei hessischen Regierungsbezirke aufgeführt.

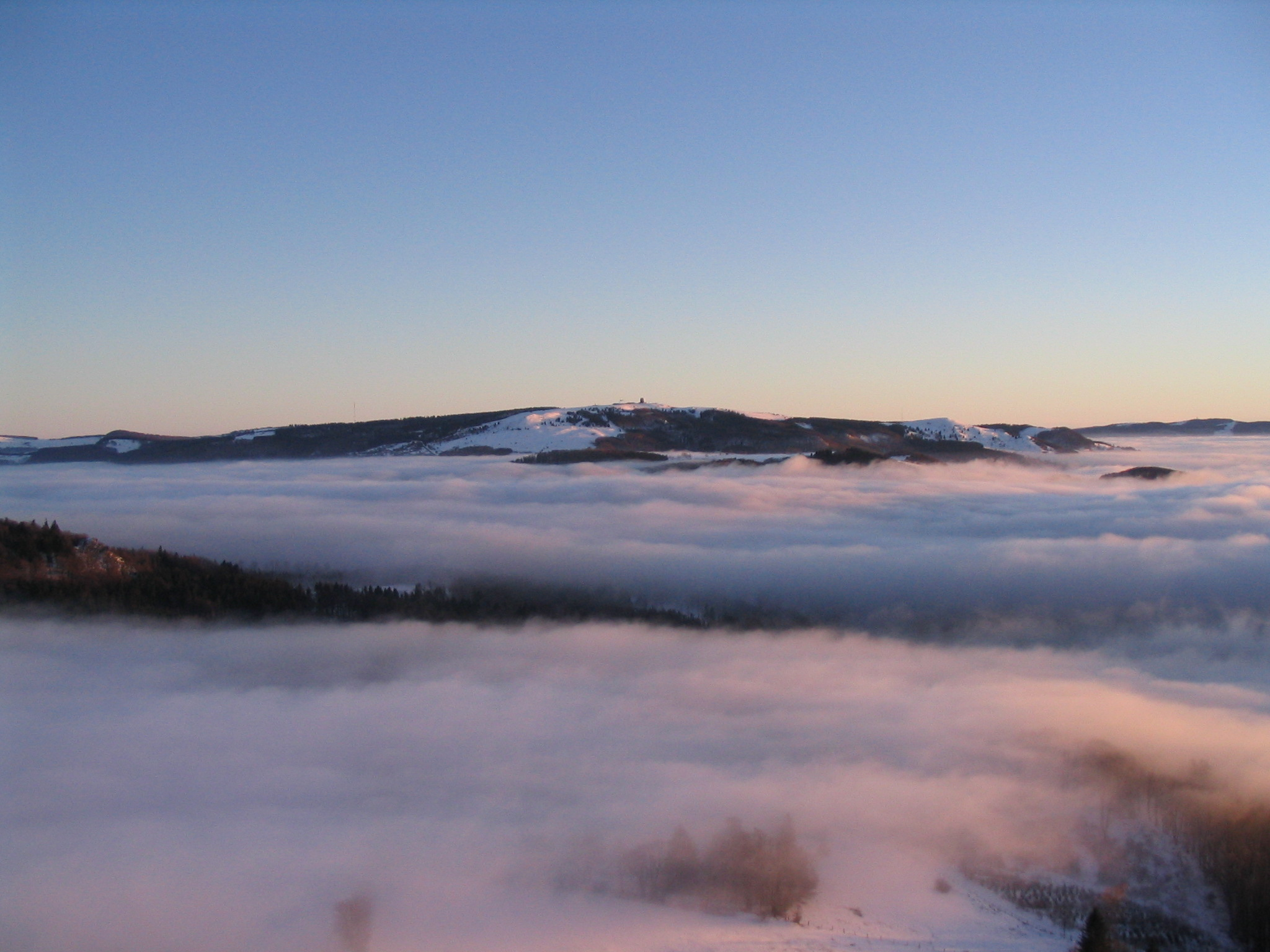
Wasserkuppe
(Rhön)

Großer Feldberg
(Taunus)

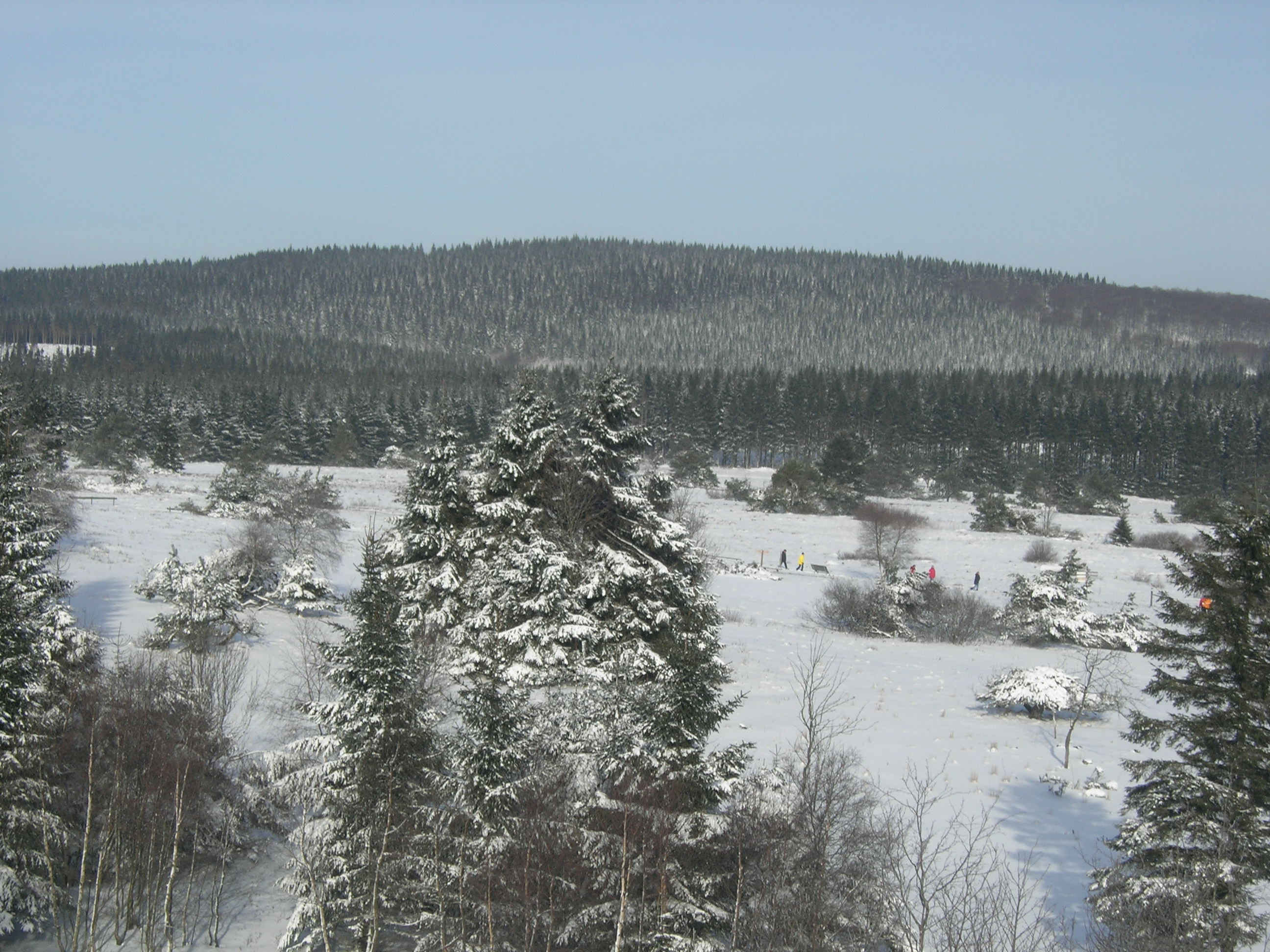
Langenberg
(Rothaargebirge)

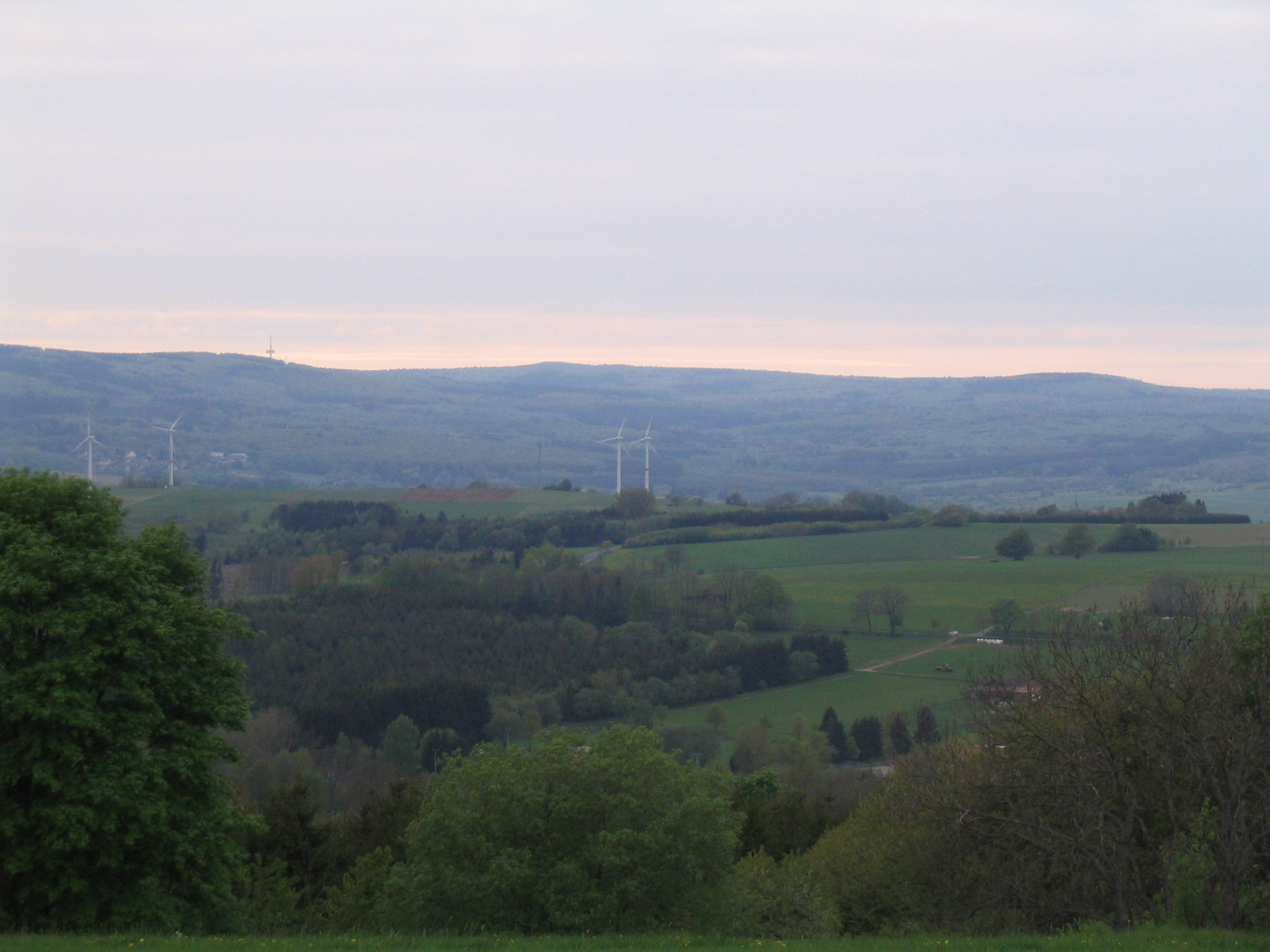
Taufstein
(Vogelsberg)

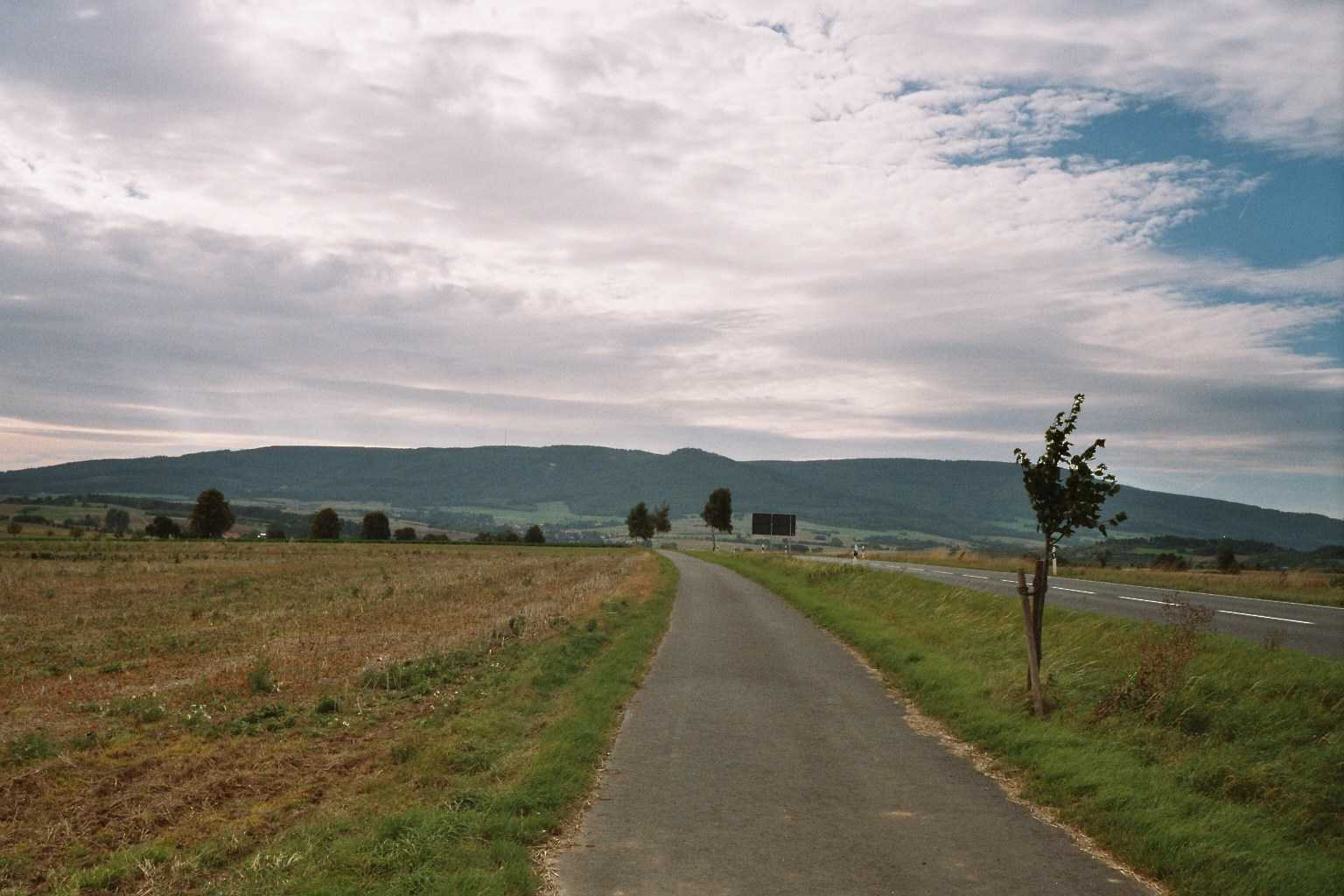
Kasseler Kuppe
(Hoher Meißner)

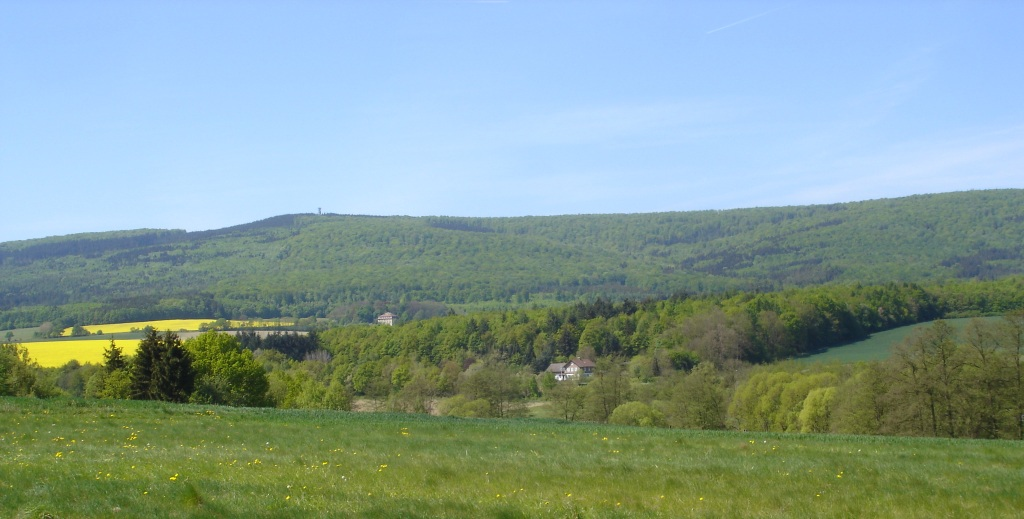
Wüstegarten
(Kellerwald)

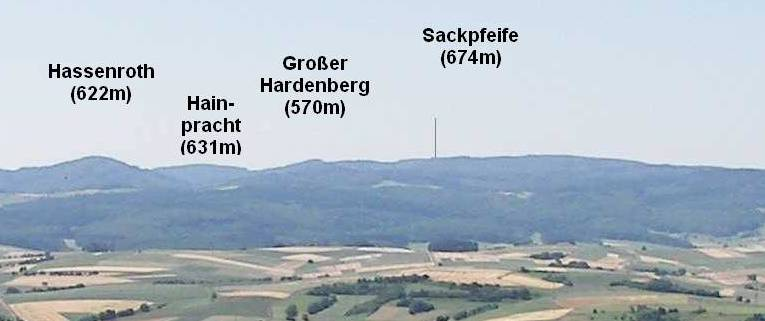
Sackpfeife
(Hessisches Hinterland)

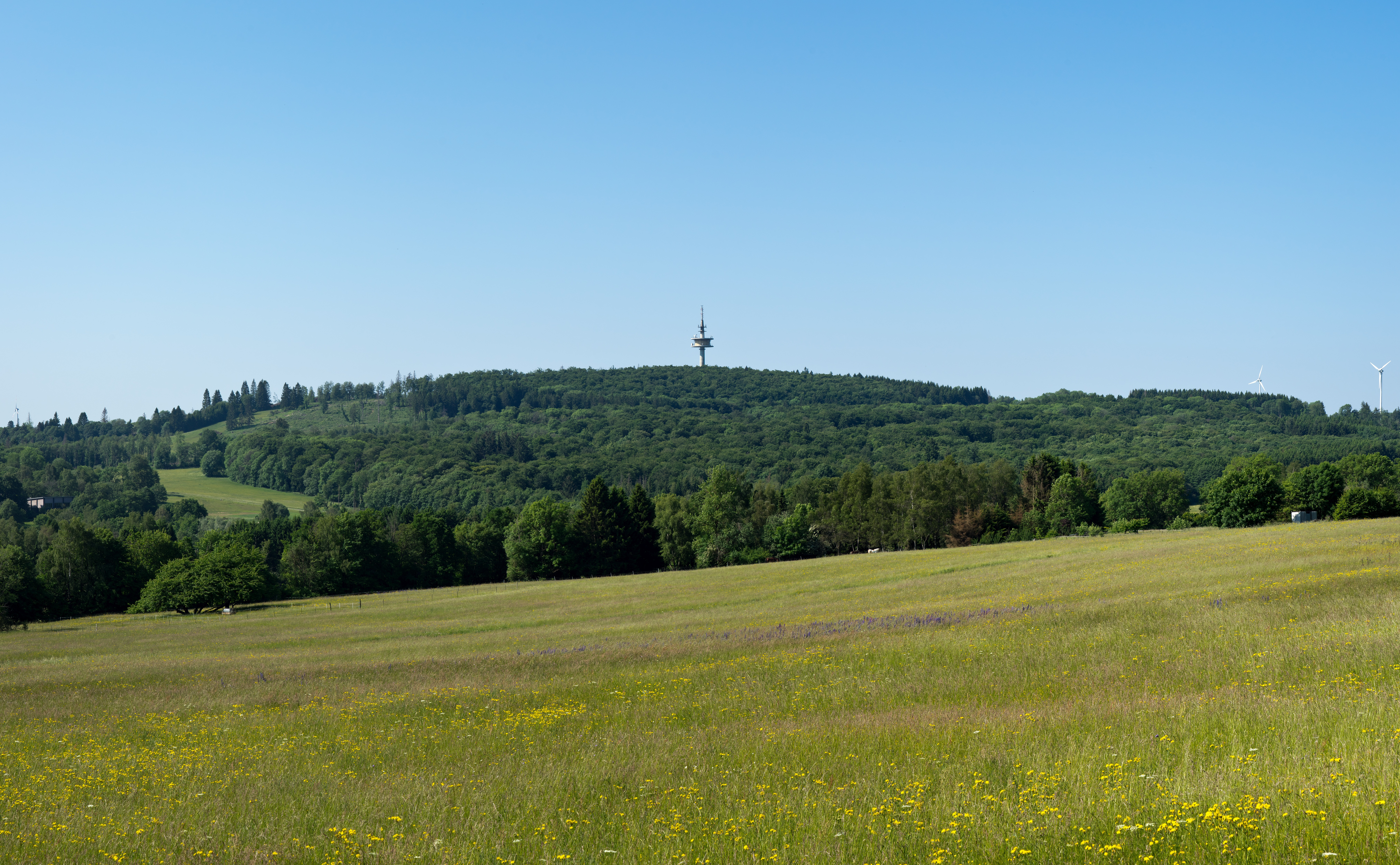
Höllberg
(Westerwald)

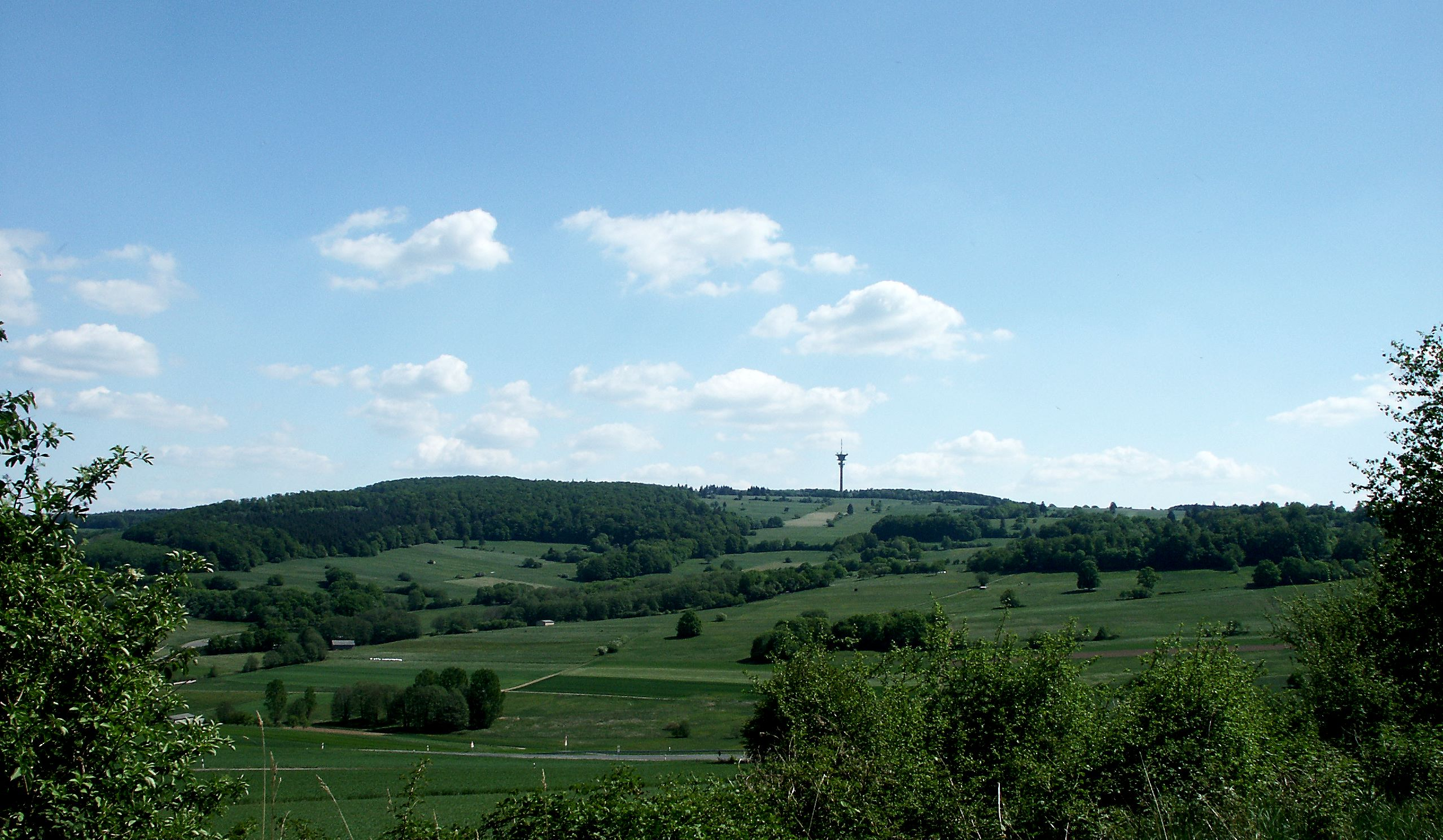
Eisenberg
(Knüllgebirge)

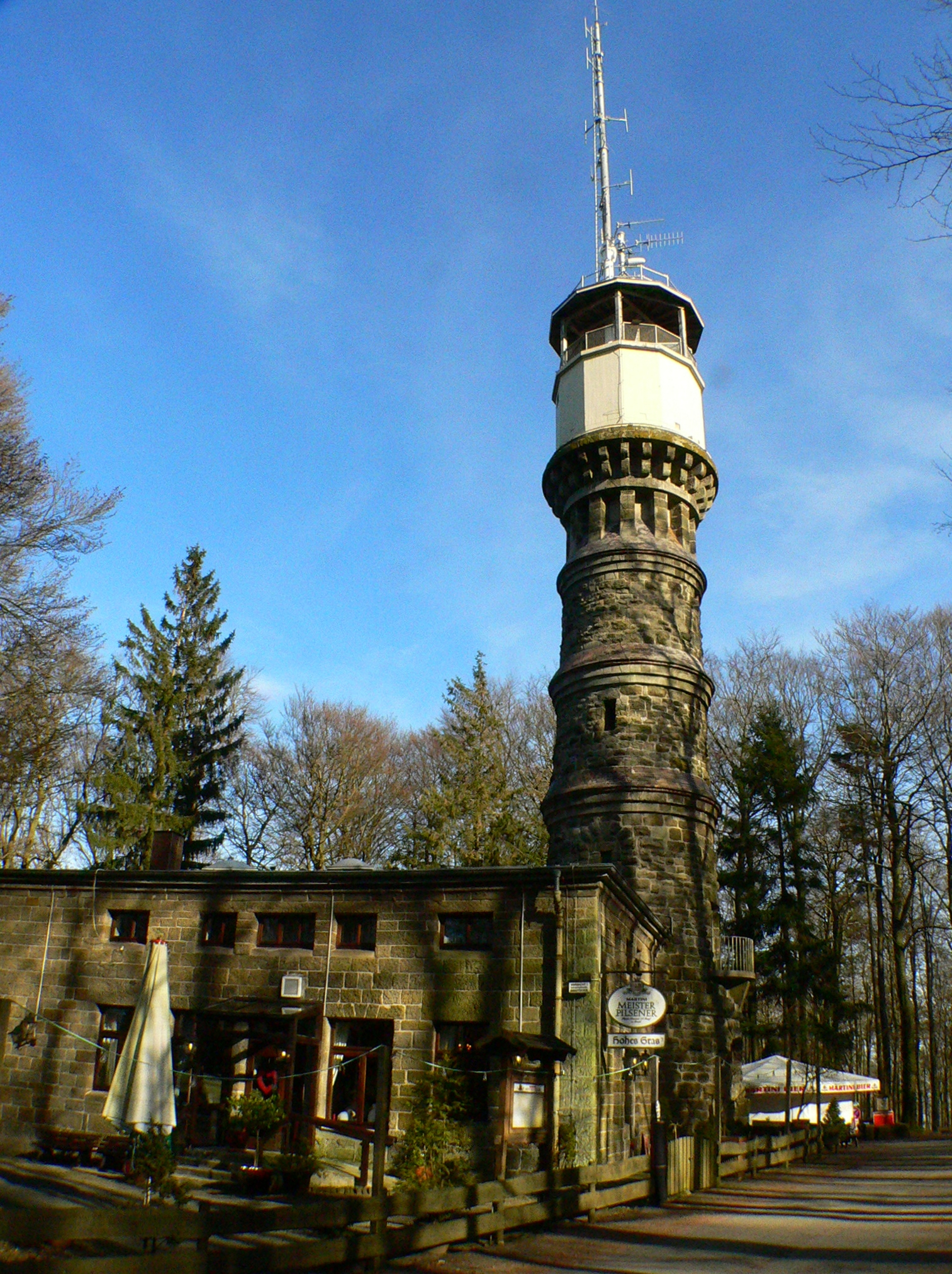
Hohes Gras
(Habichtswälder Bergland)

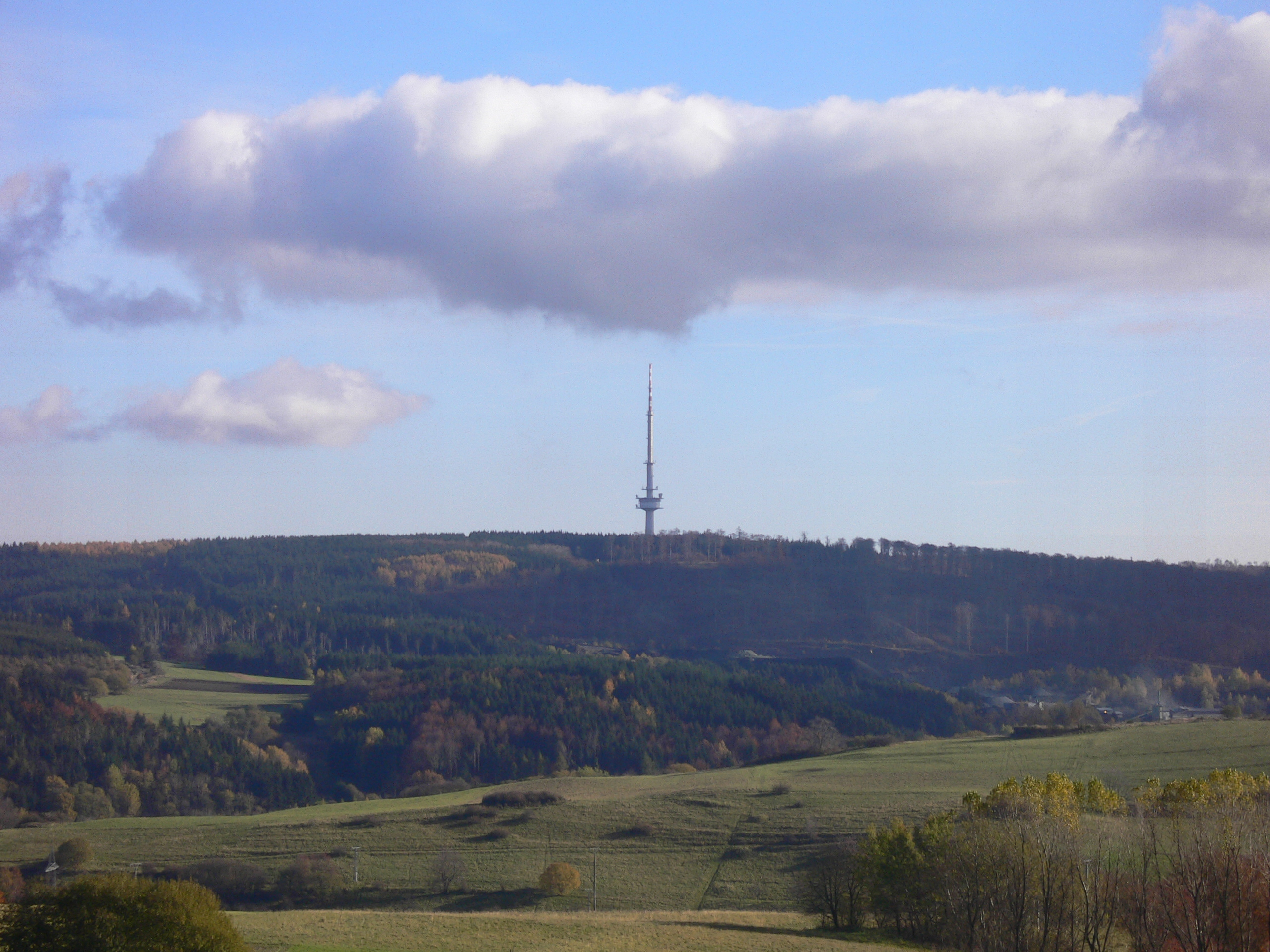
Angelburg
(Gladenbacher Bergland)

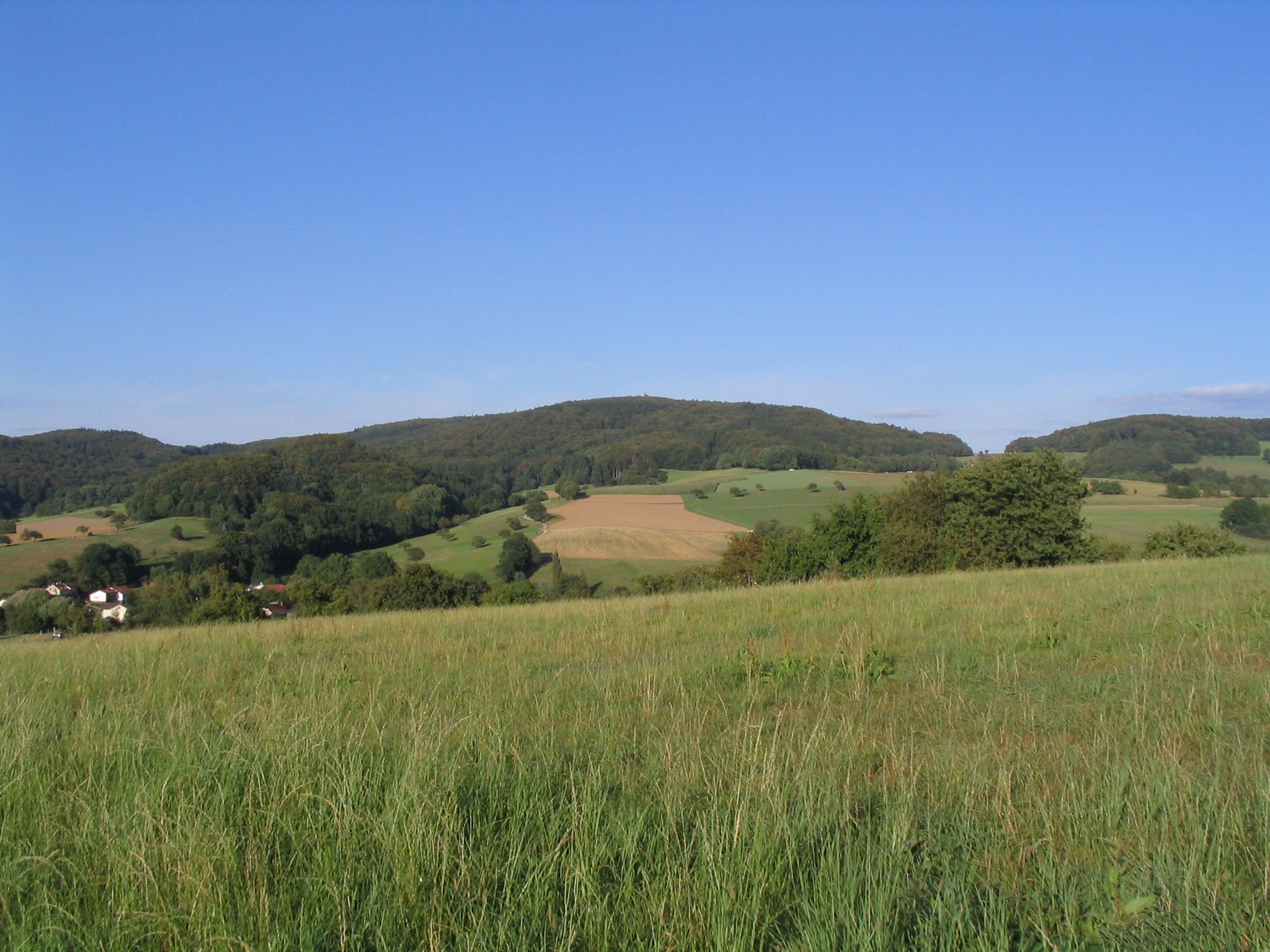
Neunkircher Höhe
(Odenwald)

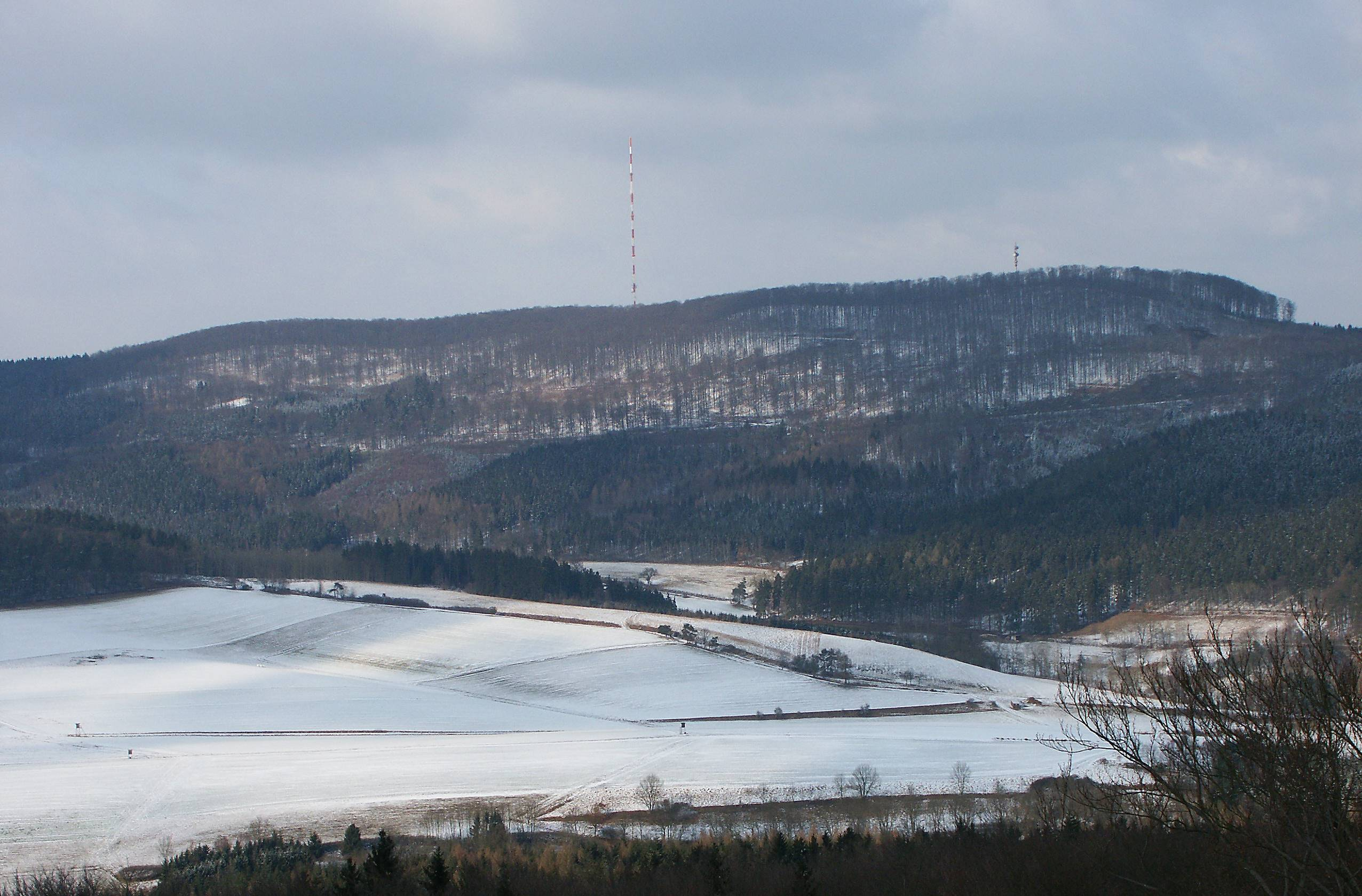
Rimberg
(Fulda-Haune-Tafelland)

Durch Klick auf das in der Spalte „Bergliste“ stehende Wort „Liste“ gelangt man zu einer solchen mit weiteren Bergen der jeweiligen Landschaft (teils auch außerhalb Hessens). Die in der Ausgangsansicht nach Höhe sortierte Tabelle ist durch Klick auf die Symbole bei den Spaltenüberschriften sortierbar.
| Höchster Berg   | Höhe (m) | Landschaft | Berg- liste | Regierungs bezirk |
| --------------- | -------- | ---------- | ----------- | ----------------- |
| Wasserkuppe     | 950,0    | Rhön       | Liste       | Kassel            |
| Großer Feldberg | 879,5    | Taunus     | Liste       | Darmstadt         |
| Taufstein       | 773,0    | Vogelsberg | Liste       | Gießen            |

## Höchste Berge und Erhebungen hessischer Landschaften und Naturräume
In folgender Tabelle ist der/die jeweils höchste Berg und Erhebung von hessischen Landschaften und Naturräume aufgeführt.
In der Spalte Landschaft sind großflächige Mittelgebirge fett und Landschaften, die keinen lokalen Höhenschwerpunkt haben oder Talsenken darstellen, deren (inselartige) Erhebungen aber Dominanz aufweisen, kursiv geschrieben. Durch Klick auf das (zumeist) in der Spalte „Bergliste“ stehende Wort „Liste“ gelangt man zu einer solchen mit weiteren Bergen der jeweiligen Landschaft oder deren Region. Durch Klick auf die in der Spalte „HE“ stehende Zahl gelangt man auf den Artikel zur naturräumlichen Haupteinheit, zu der diese Landschaft gehört.
Die in der Ausgangsansicht nach Höhe sortierte Tabelle ist durch Klick auf die Symbole bei den Spaltenüberschriften sortierbar.
→ siehe auch: Liste der naturräumlichen Einheiten in Hessen
| Berg / Erhebung  | Höhe (m) | Landschaft                                            | Bergliste     | HE        | Landkreis (evtl. Länder)                                         |
| ---------------- | -------- | ----------------------------------------------------- | ------------- | --------- | ---------------------------------------------------------------- |
| Wasserkuppe      | 950,0    | Rhön                                                  | Liste         | 354       | Fulda                                                            |
| Großer Feldberg  | 879,5    | Taunus                                                | Liste         | 301       | Hochtaunus                                                       |
| Langenberg       | 843,2    | Rothaargebirge (Upland)                               | Liste (Liste) | 333       | Waldeck-Frankenberg (Hessen) Hochsauerland (Nordrhein-Westfalen) |
| Taufstein        | 773,0    | Vogelsberg                                            | Liste         | 351       | Vogelsberg                                                       |
| Kasseler Kuppe   | 753,6    | Hoher Meißner, Fulda-Werra-Bergland                   | Liste         | 357       | Werra-Meißner                                                    |
| Wüstegarten      | 675,3    | Kellerwald                                            | Liste         | 344       | Schwalm-Eder Waldeck-Frankenberg                                 |
| Sackpfeife       | 673,5    | Hessisches Hinterland (Rothaargebirge)                | – (Liste)     | 333       | Waldeck-Frankenberg Marburg-Biedenkopf                           |
| Hirschberg       | 643,4    | Söhre, Fulda-Werra-Bergland (Teil vom Kaufunger Wald) | Liste (Liste) | 357       | Werra-Meißner                                                    |
| Höllberg         | 642,8    | Westerwald                                            | Liste         | 322       | Lahn-Dill                                                        |
| Bilstein         | 641,2    | Kaufunger Wald, Fulda-Werra-Bergland (ohne Söhre)     | Liste (Liste) | 357       | Werra-Meißner                                                    |
| Eisenberg        | 635,5    | Knüll                                                 | Liste         | 356       | Hersfeld-Rotenburg                                               |
| Hohes Gras       | 614,8    | Habichtswälder Bergland (bzw. Hoher Habichtswald)     | Liste         | 342 (342) | Kassel (kreisfreie Stadt) Lkr. Kassel                            |
| Angelburg        | 609,4    | Gladenbacher Bergland                                 | Liste         | 320       | Lahn-Dill                                                        |
| Neunkircher Höhe | 605,0    | Odenwald                                              | Liste         | 145       | Darmstadt-Dieburg                                                |
| Großer Bärenberg | 600,7    | Hinterhabichtswälder Kuppen                           | Liste         | 342       | Kassel                                                           |
| Rimberg          | 591,8    | Fulda-Haune-Tafelland                                 | Liste         | 355       | Hersfeld-Rotenburg                                               |
| Eisberg          | 583,0    | Stölzinger Gebirge                                    | Liste         | 357       | Werra-Meißner                                                    |
| Hoher Dörnberg   | 578,7    | Dörnberg und Schreckenberge                           | Liste         | 342       | Kassel                                                           |
| Hohestein        | 569,0    | Gobert                                                | Liste         | 483       | Werra-Meißner                                                    |
| Hermannskoppe    | 567,1    | Spessart                                              | Liste         | 141       | Main-Kinzig (Hessen) Main-Spessart (Bayern)                      |
| Himmelsberg      | 563,7    | Melsunger Bergland                                    | Liste         | 357       | Werra-Meißner                                                    |
| Schwengeberg     | 556,7    | Langenberge                                           | Liste         | 342       | Schwalm-Eder                                                     |
| Alheimer         | 548,7    | Stölzinger Gebirge                                    | Liste         | 357       | Hersfeld-Rotenburg                                               |
| Monte Kali       | 530,0    | Seulingswald                                          | Liste         | 357       | Hersfeld-Rotenburg                                               |
| Fuldaer Wäldchen | 529,2    | Landrücken                                            | Liste         | 353       | Fulda                                                            |
| Isthaberg        | 523,1    | Ostwaldecker Randsenken                               | Liste         | 341       | Kassel                                                           |
| Melibokus        | 517,0    | Westlicher (Vorderer) Odenwald                        | Liste         | 145       | Landkreis Bergstraße                                             |
| Rabenkuppe       | 514,8    | Ringgau                                               | Liste         | 483       | Werra-Meißner                                                    |
| Burgberg         | 499,9    | Hoofer Pforte                                         | Liste         | 342       | Kassel                                                           |
| Dünsberg         | 497,7    | Südl. Gladenbacher Bergland                           | Liste         | 320       | Gießen                                                           |
| Rimberg          | 497,1    | Damshäuser Kuppen                                     | Liste         | 320       | Marburg-Biedenkopf                                               |
| Weidelsberg      | 492,3    | Waldecker Wald                                        | Liste         | 340       | Kassel                                                           |
| Herzberg         | 478,2    | Richelsdorfer Gebirge                                 | Liste         | 357       | Hersfeld-Rotenburg                                               |
| Hundsrück        | 477,5    | Schlierbachswald                                      | Liste         | 357       | Werra-Meißner                                                    |
| Staufenberg      | 472,2    | Reinhardswald                                         | Liste         | 370       | Kassel                                                           |
| Escheberg        | 448,9    | Malsburger Wald                                       | Liste         | 342       | Kassel                                                           |
| Knebelsrod       | 443,1    | Burgwald                                              | Liste         | 345       | Waldeck-Frankenberg                                              |
| Hammelsberg      | 415,6    | Büdinger Wald                                         | –             | 143       | Main-Kinzig                                                      |
| Mardorfer Kuppe  | 406,8    | Vorderer Vogelsberg                                   | Liste         | 349       | Marburg-Biedenkopf                                               |
| Ortenberg        | 379,4    | Lahnberge                                             | Liste         | 348       | Marburg-Biedenkopf                                               |
| Vogelheerd       | 369,8    | Marburger Rücken                                      | Liste         | 348       | Marburg-Biedenkopf                                               |
| Amöneburg        | 363,0    | Amöneburger Becken                                    | –             | 347       | Marburg-Biedenkopf                                               |

## Berge in Gesamt-Hessen
Name, Höhe, Lage (Landkreis, Landschaft)
- Wasserkuppe (950,0 m), Landkreis Fulda, Rhön; höchster Berg der Rhön und Hessens
- Dammersfeldkuppe (927,9 m), Grenze Hessen/Bayern, Rhön
- Heidelstein (925,7 m), Grenze Hessen/Bayern, Rhön
- Eierhauckberg (909,9 m), Grenze Hessen/Bayern, Rhön
- Abtsrodaer Kuppe (904,8 m), Landkreis Fulda, Rhön
- Stirnberg (901,9 m), Grenze Hessen/Bayern, Rhön
- Hohe Hölle (893,8 m), Grenze Hessen/Bayern, Rhön
- Steinkopf (888 m), Grenze Hessen/Bayern, Rhön
- Himmeldunkberg (887,9 m), Grenze Hessen/Bayern, Rhön
- Mittelberg (880 m), Grenze Hessen/Bayern, Rhön
- Großer Feldberg (879,5 m), Hochtaunuskreis, Taunus; höchster Berg von Südhessen
- Pferdskopf (874,9 m), Landkreis Fulda, Rhön
- Beilstein (Rhön) (864,6 m), Grenze Hessen/Bayern, Rhön
- Schachen (857,0 m), Grenze Hessen/Bayern, Rhön
- Reesberg (851,2 m), Landkreis Fulda, Rhön
- Rommerser Berg (850,2 m), Landkreis Fulda, Rhön
- Ottilienstein (846,4 m), Landkreis Fulda, Rhön
- Rabenstein (845,0 m), Grenze Hessen/Bayern, Rhön
- Langenberg (843,2 m), Grenze Hessen/Nordrhein-Westfalen, Rothaargebirge, Upland; höchster Berg von Nordhessen und Nordwest-Deutschland (außerhalb des Harzes)
- Hegekopf (842,9 m), Waldeck-Frankenberg, Rothaargebirge, Upland
- Simmelsberg (842,7 m), Landkreis Fulda, Rhön
- Ettelsberg (837,7 m), Waldeck-Frankenberg, Rothaargebirge, Upland
- Milseburg (835,2 m), Landkreis Fulda, Rhön
- Mathesberg (831,8 m), Landkreis Fulda, Rhön
- Schafstein (831,8 m), Landkreis Fulda, Rhön
- Hopperkopf (832,3 m), Grenze Hessen/Nordrhein-Westfalen, Rothaargebirge, Upland
- Kleiner Feldberg (825,2 m), Hochtaunuskreis, Taunus
- Ottersteine (821,3 m), Landkreis Fulda, Rhön
- Eubeberg (820 m), Landkreis Fulda, Rhön
- Ehrenberg (816,5 m), Landkreis Fulda, Rhön
- Feldberg (815,2 m), Landkreis Fulda, Rhön
- Mühlenkopf (815 m), Landkreis Waldeck-Frankenberg, Rothaargebirge, Upland
- Hoher Eimberg (806,1 m), Grenze Hessen/Nordrhein-Westfalen, Rothaargebirge, Upland
- Hoppernkopf (805,0 m), Grenze Hessen/Nordrhein-Westfalen, Rothaargebirge, Upland
- Dalherdakuppe (800,6 m), Landkreis Fulda, Rhön
- Kesselstein (800 m), Landkreis Fulda, Rhön
- Mittelsberg (801 m), Landkreis Waldeck-Frankenberg, Rothaargebirge, Upland
- Altkönig (798,2 m, Ringwall), Hochtaunuskreis, Taunus
- Hohe Pön (792,7 m), Waldeck-Frankenberg, Rothaargebirge, Upland
- Weiherberg (Rhön) (786 m), Landkreis Fulda, Rhön
- Kutenberg (785 m), Grenze Hessen/Nordrhein-Westfalen, Rothaargebirge, Upland
- Dreiskopf (781 m), Grenze Hessen/Nordrhein-Westfalen, Rothaargebirge, Upland
- Kahle Pön (775,3 m), Grenze Hessen/Nordrhein-Westfalen, Rothaargebirge, Upland
- Taufstein (773,0 m), Vogelsbergkreis, Vogelsberg; höchster Berg von Mittelhessen
- Dungberg (772,7 m), Grenze Hessen/Thüringen, Rhön
- Großer Nallenberg (768,3 m), Landkreis Fulda, Rhön
- Hoherodskopf (764 m), Vogelsbergkreis, Vogelsberg
- Auersberg (757 m), Landkreis Fulda, Rhön
- Kasseler Kuppe (753,6 m), Werra-Meißner-Kreis, Hoher Meißner; höchster Berg von Nordost-Hessen
- Sieben Ahorn (753 m), Vogelsbergkreis, Vogelsberg
- Kasseler Stein (748 m), Werra-Meißner-Kreis, Hoher Meißner
- Buchschirm (746 m), Landkreis Fulda, Rhön
- Emmet (742,5 m), Landkreis Waldeck-Frankenberg, Rothaargebirge, Upland
- Auf’m Knoll (738 m), Landkreis Waldeck-Frankenberg, Rothaargebirge, Upland
- Dommel (738,0 m), Landkreis Waldeck-Frankenberg, Rothaargebirge, Upland
- Musenberg (738 m), Landkreis Waldeck-Frankenberg
- Herchenhainer Höhe (733 m), Vogelsbergkreis, Vogelsberg
- Stellberg (727 m), Landkreis Fulda, Rhön
- Schneeberg (726,3 m), Landkreis Waldeck-Frankenberg, Rothaargebirge, Upland
- Sähre (726 m), Landkreis Waldeck-Frankenberg, Rothaargebirge, Upland
- Iberg (720,5 m), Landkreis Waldeck-Frankenberg, Rothaargebirge, Upland
- Geiselstein (720 m), Vogelsbergkreis, Vogelsberg
- Kalbe (720 m), Werra-Meißner-Kreis, Hoher Meißner
- Nesselberg (716 m), Vogelsbergkreis, Vogelsberg
- Koppen (715,1 m), Landkreis Waldeck-Frankenberg, Rothaargebirge, Upland
- Osterkopf (708,5 m), Landkreis Waldeck-Frankenberg, Rothaargebirge, Upland
- Maulkuppe (706 m), Landkreis Fulda, Rhön
- Wachtküppel (705 m), „Spitzbub“, Landkreis Fulda, Rhön
- Kleiner Nallenberg (704,1 m), Landkreis Fulda, Rhön
- Orenberg (702,0 m), Landkreis Waldeck-Frankenberg, Rothaargebirge, Upland
- Weilsberg (700,7 m), Hochtaunuskreis, Taunus
- Gebrannter Rücken (698 m), Kreis Waldeck-Frankenberg, Rothaargebirge, nahe Battenberg
- Ebersberg (689 m), Landkreis Fulda, Rhön
- Glaskopf (686,8 m), Hochtaunuskreis, Taunus
- Kolbenberg (684,0 m), Hochtaunuskreis, Taunus
- Klingenkopf (682,7 m), Hochtaunuskreis, Taunus
- Dillenberg (682,4 m), Hochtaunuskreis, Taunus
- Wüstegarten (675,3 m), Schwalm-Eder-Kreis/Landkreis Waldeck-Frankenberg, Kellerwald
- Lippestriesch (674,6 m), Landkreis Waldeck-Frankenberg, nahe Bromskirchen
- Sackpfeife (673,5 m), Landkreis Waldeck-Frankenberg/Landkreis Marburg-Biedenkopf, Rothaargebirge/Lahn-Dill-Bergland
- Tannenfels (669 m), Landkreis Fulda, Rhön
- Bilstein (Vogelsberg) (666 m), Vogelsbergkreis, Vogelsberg
- Sängelberg (665,0 m), Hochtaunuskreis, Taunus
- Gackerstein (663 m), Vogelsbergkreis, Vogelsberg
- Pferdskopf (662,6 m), Hochtaunuskreis, Taunus
- Weißeberg (660,2 m), Hochtaunuskreis, Taunus
- Hohes Lohr (656,7 m), Landkreis Waldeck-Frankenberg, Kellerwald
- Steinwand (646 m), Landkreis Fulda, Rhön
- Hohe Warte (644,8 m), Kreis Waldeck-Frankenberg, Rothaargebirge
- Hirschberg (Kaufunger Wald) (643,4 m), Werra-Meißner-Kreis, Kaufunger Wald/Söhre
- Buchholz (643 m), Landkreis Waldeck-Frankenberg, Forst Hatzfeld
- Buchholz (643 m), Landkreis Waldeck-Frankenberg, Forst Hatzfeld
- Höllberg (642,8 m), Lahn-Dill-Kreis, Westerwald; höchster Berg des hessischen Teils vom Westerwald
- Bilstein (Kaufunger Wald) (641,2 m), Werra-Meißner-Kreis, Kaufunger Wald
- Roßkopf (max. 640 m), Hochtaunuskreis, Taunus
- Große Aschkoppe (639,8 m), Landkreis Waldeck-Frankenberg, Kellerwald
- Krimmelberg (639,7 m), Hochtaunuskreis, Taunus
- Hühnerberg (Oberems) (636,0 m), Rheingau-Taunus-Kreis, Taunus
- Junkernberg (636,0 m), Hochtaunuskreis, Taunus
- Hunsrück (635,9 m), Schwalm-Eder-Kreis, Kellerwald
- Eisenberg (Knüll) (635,5 m), Landkreis Hersfeld-Rotenburg, Knüll
- Knüllköpfchen (634 m), Schwalm-Eder-Kreis, Knüll
- Fauleberg (633,4 m), Hochtaunuskreis, Taunus
- Großer Eichwald (633,2 m), Hochtaunuskreis, Taunus
- Hainpracht (631 m), Landkreis Waldeck-Frankenberg, Forst Hatzfeld
- Soisberg (630 m), Landkreis Fulda/Hersfeld-Rotenburg, Kuppenrhön, Rhön
- Traddelkopf (626,4 m), Landkreis Waldeck-Frankenberg, Kellerwald
- Hassenroth (622 m), Marburg-Biedenkopf, Rothaargebirge
- Eichkopf (Dornholzhausen) (620,2 m), Hochtaunuskreis, Taunus
- Hauberg (619 m), Vogelsbergkreis, Vogelsberg
- Kalte Herberge (619,3 m), Rheingau-Taunus-Kreis, Taunus
- Bremer Berg (618,9 m), Hochtaunuskreis, Taunus
- Auf der Baar (618 m), Lahn-Dill-Kreis, Westerwald
- Hohe Wurzel (617,9 m), Rheingau-Taunus-Kreis, Taunus
- Winterberg (616,6 m), Landkreis Waldeck-Frankenberg, Kellerwald
- Hollerkopf (615,5 m), Hochtaunuskreis, Taunus
- Hohes Gras (614,8 m), kreisfreie Stadt Kassel, Habichtswälder Bergland
- Bartenstein (614 m), Lahn-Dill-Kreis, Westerwald
- Judenkopf (613,8 m), Hochtaunuskreis, Taunus
- Auenberg (610,7 m), Landkreis Waldeck-Frankenberg, Kellerwald
- Eichholzkopf (610 m), Lahn-Dill-Kreis, Rothaargebirge Dietzhölztal
- Angelburg (609,4 m), Lahn-Dill-Kreis, Schelderwald/Gladenbacher Bergland
- Bubenberg (609 m), Kreis Waldeck-Frankenberg, Rothaargebirge, nahe Hatzfeld
- Uhlenstein (607,5 m), Landkreis Kassel, Habichtswälder Bergland
- Mühlenstein (607,2 m), Werra-Meißner-Kreis, Kaufunger Wald
- Einsiedler (606,6 m), Hochtaunuskreis, Taunus
- Knoten (605,4 m), Lahn-Dill-Kreis, Westerwald
- Neunkircher Höhe (605,0 m), Landkreis Bergstraße, Odenwald; höchster Berg des hessischen Teils vom Odenwald
- Hohe Egge (604,9), Landkreis Waldeck-Frankenberg, Rothaargebirge
- Dicker Kopf (603,7 m), Landkreis Waldeck-Frankenberg, Kellerwald
- Großer Bärenberg (600,7 m), Landkreis Kassel, Habichtswälder Bergland
- Essigberg (Hoher Habichtswald; 597,5 m), Landkreis Kassel, Habichtswälder Bergland
- Klingenberg (597,5 m), Hochtaunuskreis, Taunus
- Großer Steinhaufen (597,0 m), kreisfreie Stadt Kassel, Habichtswälder Bergland
- Pfaffenrod (596,2 m), Hochtaunuskreis, Taunus
- Frauenstein (596 m), Landkreis Fulda, Landrücken
- Feldkopf (596,0 m), Hochtaunuskreis, Taunus
- Hardberg (Odenwald) (593 m), Landkreis Bergstraße, Odenwald
- Köpfchen (593 m), Schwalm-Eder-Kreis, Knüll
- Hohe Kanzel (591,8 m), Rheingau-Taunus-Kreis, Taunus
- Rimberg (591,8 m), Landkreis Hersfeld-Rotenburg, Knüll
- Herzberg (591,4 m), Hochtaunuskreis, Taunus
- Giebelrain (590 m), Landkreis Fulda, Rhön
- Schmittgrund (590 m), Lahn-Dill-Kreis, Schelderwald
- Stiefelhöhe (589 m), Grenze Hessen/Baden-Württemberg, Odenwald
- Eschenburg (589 m), Lahn-Dill-Kreis, Lahn-Dill-Bergland, westlich Schelderwald
- Görzberg (588 m), Landkreis Marburg-Biedenkopf, Rothaargebirge, westlich Gemeinde Wiesenbach
- Hohlstein (587,8 m), Landkreis Waldeck-Frankenberg, Kellerwald
- Pfaffenkopf (586,9 m), Hochtaunuskreis, Taunus
- Jeust (585,0 m), Schwalm-Eder-Kreis/Landkreis Waldeck-Frankenberg, Kellerwald
- Steinberg (585 m), Werra-Meißner-Kreis, Kaufunger Wald
- Sauklippe (584,4 m), Schwalm-Eder-Kreis, Kellerwald
- Eisberg (583,0 m), Werra-Meißner-Kreis, Stölzinger Gebirge
- Biemerberg (582,2 m), Hochtaunuskreis, Taunus
- Bilsenkopf (582 m), Landkreis Waldeck-Frankenberg, Kellerwald
- Hallgarter Zange (580,5 m), Rheingau-Taunus-Kreis, Taunus
- Haferberg (580,4 m), Werra-Meißner-Kreis/Göttingen, Kaufunger Wald
- Erbacher Kopf (579,8 m), Rheingau-Taunus-Kreis, Taunus
- Kalteiche (579,3 m), Lahn-Dill-Kreis, Westerwald
- Hoher Dörnberg (578,7 m), Landkreis Kassel, Habichtswälder Bergland
- Tromm (577 m), Landkreis Bergstraße, Odenwald
- Krehberg (576 m), Landkreis Bergstraße, Odenwald
- Ahrensberg (570 m), Landkreis Kassel, Habichtswälder Bergland
- Steinkopf (569,8 m), Hochtaunuskreis, Taunus
- Hohestein (569,0 m), Werra-Meißner-Kreis, Gobert
- Hohestein (569 m), Werra-Meißner-Kreis, nahe Bad-Sooden-Allendorf
- Großer Gudenberg (568,7 m), Landkreis Kassel, Habichtswälder Bergland
- Hermannskoppe (567,1 m), Grenze Hessen/Bayern, Spessart; höchster Berg des hessischen Teils vom Spessart
- Talgang (566,1 m), Landkreis Waldeck-Frankenberg, Kellerwald
- Langenberg (565,0 m), Werra-Meißner-Kreis, Kaufunger Wald
- Ziegenkopf (564,7 m), kreisfreie Stadt Kassel, Habichtswälder Bergland
- Würgeloh (563,9 m), Landkreis Marburg-Biedenkopf, Schelderwald, Bottenhorner Hochfläche
- Himmelsberg (563,7 m), Schwalm-Eder-Kreis, Günsteröder Höhe, Melsunger Bergland
- Eichkopf (Ruppertshain) (563,3 m), Hochtaunuskreis, im Taunus
- Pentersrück (562,2 m), Schwalm-Eder-Kreis, Günsteröder Höhe, Melsunger Bergland
- Eisenberg (Korbach) (562 m), Landkreis Waldeck-Frankenberg, Rothaargebirge
- Johannisköppe (557 m), Landkreis Waldeck-Frankenberg, Rothaargebirge/Lahn-Dill-Bergland
- Schwengeberg (556,7 m), Schwalm-Eder-Kreis, Habichtswälder Bergland
- Naxburg (553 m), Vogelsbergkreis, Vogelsberg
- Stallberg (Rhön) (553 m), Landkreis Fulda, Kuppenrhön, Rhön
- Daubhaus (552 m), Landkreis Marburg-Biedenkopf, östlich Bottenhorner Hochfläche
- Horst (552 m), Vogelsbergkreis, Vogelsberg
- Tiefenrother Höhe (551 m), Lahn-Dill-Kreis, Westerwald
- Alheimer (548,7 m), Landkreis Hersfeld-Rotenburg, Stölzinger Gebirge
- Mappershainer Kopf (548,0 m), Rheingau-Taunus-Kreis, Taunus
- Spessartskopf (547 m), Landkreis Bergstraße, Odenwald
- Falkenberg (546 m), Odenwaldkreis, Odenwald
- Wolfsküppel (545,1 m), Hochtaunuskreis, Taunus
- Kaulenberg (545 m), Landkreis Kassel, Habichtswälder Bergland
- Grauer Kopf (543,4 m), Grenze Hessen/Rheinland-Pfalz, Rheingau-Taunus-Kreis/Rhein-Lahn-Kreis, Taunus
- Ochsenwurzelskopf (542,2 m), Landkreis Waldeck-Frankenberg, Kellerwald
- Kleiner Steinberg (541,9 m), Landkreis Göttingen, Kaufunger Wald
- Großer Steinberg (541,8 m), Landkreis Göttingen, Kaufunger Wald
- Horst (540 m), Main-Kinzig-Kreis, Spessart
- Hohekopf (539,4 m), Werra-Meißner-Kreis, Rommeroder Hügelland
- Rassel (539,4 m), Wiesbaden, Taunus
- Ermerod (539,2 m), Landkreis Waldeck-Frankenberg, Kellerwald
- Waldskopf (538 m), Landkreis Bergstraße, Odenwald
- Alte Höhe (536 m), Vogelsbergkreis, Vogelsberg
- Rohrberg (535,6 m), Werra-Meißner-Kreis, Kaufunger Wald/Söhre
- Elfbuchen (535 m), kreisfreie Stadt Kassel, Habichtswälder Bergland
- Laufskopf (534,8 m), Schwalm-Eder-Kreis, Habichtswälder Bergland, Habichtswälder Bergland
- Wagenberg (535 m), Landkreis Bergstraße, Odenwald
- Breiter Berg (533,2 m), Schwalm-Eder-Kreis, Werra-Meißner-Kreis, Melsunger Bergland
- Nimerich (533 m), Kreis Marburg-Biedenkopf, Lahn-Dill-Bergland
- Appelsberg (Rhön) (532 m), Landkreis Fulda, Kuppenrhön, Rhön
- Steinbergskopf (532 m), Landkreis Göttingen und Werra-Meißner-Kreis, Kaufunger Wald
- Monte Kali (530 m), Landkreis Hersfeld-Rotenburg, Seulingswald
- Flörsbacher Höhe (529 m), Main-Kinzig-Kreis, Spessart
- Bielstein (527,8 m), Landkreis Kassel, Kaufunger Wald/Söhre
- Karlsberg (526,2 m), kreisfreie Stadt Kassel, Habichtswälder Bergland
- Kuhbett (525,6 m), Landkreis Limburg-Weilburg, Taunus
- Ohrberg (525,4 m), Landkreis Waldeck-Frankenberg, Kellerwald
- Dreienberg (525 m), Landkreis Hersfeld-Rotenburg, Kuppenrhön, Rhön
- Rückersberg (525 m), Landkreis Fulda, Kuppenrhön, Rhön
- Stoppelsberg (524 m), Landkreis Hersfeld-Rotenburg, Kuppenrhön, Rhön
- Isthaberg (523,1 m), Landkreis Kassel, Habichtswälder Bergland
- Kleinberg (522 m), Landkreis Fulda, Kuppenrhön, Rhön
- Obere Waldspitze (521 m), Grenze Hessen/Bayern, Spessart
- Schwarzer Berg (521 m), Main-Kinzig-Kreis, Spessart
- Hesselberg (518 m), Wetteraukreis, Taunus
- Homberg (518,5 m), Landkreis Waldeck-Frankenberg, Kellerwald
- Steinkopf (518,0 m), Wetteraukreis, Taunus
- Wieselsberg (518 m), Landkreis Fulda, Kuppenrhön, Rhön
- Melibokus (Malschen) (517 m), Landkreis Bergstraße, Odenwald
- Morsberg (517 m), Odenwaldkreis, Odenwald
- Markberg (516 m), Main-Kinzig-Kreis, Spessart
- Roßkopf (516 m), Grenze Hessen/Bayern, Spessart
- Rossert (515,9 m), Main-Taunus-Kreis, Taunus
- Großer Goldberg (515 m), Grenze Hessen/Bayern, Spessart
- Rabenkuppe (514,8 m), Werra-Meißner-Kreis, Ringgau
- Felsberg (514 m), Landkreis Bergstraße, Odenwald
- Boyneburg (513,0 m), Werra-Meißner-Kreis, Ringgau
- Opfermannskopf (512 m), Waldeck-Frankenberg, Wangershausen
- Saukopf (511,4 m), Landkreis Kassel, Habichtswälder Bergland
- Landecker Berg (511 m), Landkreis Hersfeld-Rotenburg, Kuppenrhön, Rhön
- Huttener Berg (510 m), Main-Kinzig-Kreis, Landrücken
- Helfenstein (509,8 m), Landkreis Kassel, Habichtswälder Bergland
- Atzelberg (506,7 m), Main-Taunus-Kreis, Taunus
- Peterskopf (506,6 m), Landkreis Waldeck-Frankenberg, Kellerwald
- Hirschberg (Knüll) (506 m), Landkreis Hersfeld-Rotenburg, Knüll
- Glasebach (505,8 m), Schwalm-Eder-Kreis, Osthessisches Bergland
- Exberg (505 m), Werra-Meißner-Kreis, Kaufunger Wald
- Hundskopf (Taunus) (503,8 m), Rheingau-Taunus-Kreis, Taunus
- Finstere Höhe (503,2 m), Schwalm-Eder-Kreis, Günsteröder Höhe, Melsunger Bergland
- Hellberg (502 m), Vogelsbergkreis, Vogelsberg
- Hirzstein (502,0 m), kreisfreie Stadt Kassel, Habichtswälder Bergland
- Katzenstirn (501 m), Schwalm-Eder-Kreis, Stölzinger Gebirge
- Schickeberg (500 m), Werra-Meißner-Kreis, Ringgau
- Burgberg (Schauenburg) (499,9 m), Landkreis Kassel, Habichtswälder Bergland
- Großer Belgerkopf (499,9 m), Landkreis Kassel, Kaufunger Wald/Söhre
- Beilstein (Hessischer Spessart) (499,5 m), Main-Kinzig-Kreis, Spessart
- Großer Lindenkopf (498,7 m), Hochtaunuskreis, Taunus
- Dünsberg (497,7 m), Landkreis Gießen, nahe Biebertal-Fellingshausen und Königsberg
- Rimberg (497,1 m), Marburg-Biedenkopf, Lahn-Dill-Bergland
- Hübelsberg (497 m), Landkreis Fulda, Kuppenrhön, Rhön
- Stellberg (495 m), Landkreis Kassel, Söhre
- Almusküppel (494,5 m), Landkreis Fulda, Landrücken
- Salmsbachskopf (493,2 m), Schwalm-Eder-Kreis, Melsunger Bergland
- Weidelsberg (492,3 m), Landkreis Kassel, Habichtswälder Bergland, Langer Wald
- Buchswaldkopf (492 m), Rheingau-Taunuskreis, Taunus
- Goldgrube (492,0 m), Hochtaunuskreis, Taunus
- Nöll (492 m), Schwalm-Eder-Kreis, Knüllgebirge
- Kleiner Belgerkopf (490 m), Landkreis Kassel, Kaufunger Wald
- Schieferstein (488,2 m), Werra-Meißner-Kreis, Ringgau
- Lindenberg (485,9 m), Landkreis Kassel, Habichtswälder Bergland
- Hausberg (485,7 m), Wetteraukreis, Taunus
- Rippberg (485 m), Landkreis Fulda, Rhön
- Michelskopf (485 m), Landkreis Kassel, Kaufunger Wald/Söhre
- Winterstein (482,3 m), Hochtaunuskreis, Taunus
- Buchberg (482 m), Landkreis Kassel, Kaufunger Wald
- Maisel (482,2 m), Hochtaunuskreis, Taunus
- Kleiner Dörnberg (481,6 m), Landkreis Kassel, Habichtswälder Bergland
- Toter Mann (480,3 m), Landkreis Hersfeld-Rotenburg, Seulingswald
- Trieschkopf (480,1 m), Landkreis Kassel, Söhre
- Bleibeskopf (480 m), Hochtaunuskreis, Taunus
- Burghasunger Berg (479,7 m), Landkreis Kassel, Habichtswälder Bergland
- Grasberg (478 m), Landkreis Hersfeld-Rotenburg, Soisberger Kuppenrhön
- Herzberg (478 m), Landkreis Hersfeld-Rotenburg, Richelsdorfer Gebirge
- Hundsrück (477,5 m), Werra-Meißner-Kreis, Schlierbachswald
- Hohlestein (476,6 m), Landkreis Kassel, Habichtswälder Bergland
- Niedensteiner Kopf (475,0 m), Schwalm-Eder-Kreis, Habichtswälder Bergland
- Stirn (475 m), Landkreis Waldeck-Frankenberg, Langer Wald
- Mengshäuser Kuppe (473 m), Landkreis Hersfeld-Rotenburg, Fulda-Haune-Tafelland
- Staufenberg (472,2 m), Landkreis Kassel, Reinhardswald
- Gahrenberg (472,1 m), Landkreis Kassel, Reinhardswald
- Bechtelsberg (472 m), Schwalm-Eder-Kreis/Vogelsbergkreis,
- Tanzplatz (472 m), Landkreis Waldeck-Frankenberg, Langer Wald
- Gickelsburg (470,9 m), Hochtaunuskreis, Taunus
- Hundskopf (Hemberg) (470,6 m), Schwalm-Eder-Kreis, Kellerwald/Oberhessische Schwelle
- Essigberg (Elmshagen) (Langenberge; ca. 470 m), Landkreis Kassel/Schwalm-Eder-Kreis, Habichtswälder Bergland
- Gallberg (467 m), Vogelsbergkreis, Vogelsberg
- Heitzelberg (467 m), Landkreis Waldeck-Frankenberg, Langer Wald
- Mühlberg (467 m), Landkreis Hersfeld-Rotenburg, Richelsdorfer Gebirge
- Rammelsberg (Stölzinger Gebirge) (467 m), Schwalm-Eder-Kreis, Stölzinger Gebirge
- Wildsberg (466,9 m), Schwalm-Eder-Kreis, Melsunger Bergland
- Morsberg (466 m), Landkreis Fulda, Kuppenrhön, Rhön
- Struth (466 m), Landkreis Hersfeld-Rotenburg, Stölzinger Gebirge
- Lichtberg (465 m), Landkreis Fulda, Kuppenrhön, Rhön
- Bensberg (464,8 m), Schwalm-Eder-Kreis, Langenberge
- Hohlstein (463 m), Landkreis Hersfeld-Rotenburg, Richelsdorfer Gebirge
- Butznickel (462,2 m), Hochtaunuskreis, Taunus
- Spitzhütte (462 m), Landkreis Hersfeld-Rotenburg, Richelsdorfer Gebirge
- Suterkopf (461,8 m), Landkreis Limburg-Weilburg, Taunus
- Hahneberg (460,8 m), Landkreis Kassel, Reinhardswald
- Sommerberg (460,8 m), Landkreis Limburg-Weilburg, Taunus
- Koberg (460,5 m), Landkreis Limburg-Weilburg, Taunus
- Bilstein (Langenberge) (460 m; Ringwall), Schwalm-Eder-Kreis, Habichtswälder Bergland
- Schönauer Küppel (459,0 m), Rheingau-Taunus-Kreis, Taunus
- Ölberg (457,8 m), Landkreis Kassel, Söhre
- Schorn (456,8 m), Landkreis Kassel, Söhre
- Rotestock (456 m), Landkreis Hersfeld-Rotenburg, Richelsdorfer Gebirge
- Schwalbenkopf (454,7 m), Landkreis Hersfeld-Rotenburg, Seulingswald
- Schläferskopf (454,2 m), Wiesbaden, Taunus
- Junkernkopf (453 m), Landkreis Kassel, Reinhardswald
- Escheberg (Landrücken) (452,3 m), Main-Kinzig-Kreis, Landrücken
- Hahnskopf (452 m), Landkreis Kassel, Habichtswälder Bergland
- Schlossberg (452 m), Werra-Meißner-Kreis, Ringgau
- Siebertsberg (449,1 m), Landkreis Hersfeld-Rotenburg, Seulingswald
- Sengelsberg (449,0 m), Schwalm-Eder-Kreis, Habichtswälder Bergland
- Escheberg (Malsburger Wald) (448,9 m), Landkreis Kassel, Malsburger Wald
- Haukuppe (448 m), Landkreis Hersfeld-Rotenburg, Knüllgebirge
- Ziegenküppel (Stölzinger Gebirge) (445,4 m), Werra-Meißner-Kreis, Stölzinger Gebirge
- Hornungskuppe (444 m), Landkreis Hersfeld-Rotenburg, Seulingswald
- Knebelsrod (443,1 m), Landkreis Waldeck-Frankenberg, Burgwald
- Badenstein (441,5 m), Grenze Landkreis Kassel & Schwalm-Eder-Kreis, Söhre
- Petershöhe (441 m), Schwalm-Eder-Kreis/Werra-Meißner-Kreis, Stölzinger Gebirge
- Erbelberg (440,0 m), Werra-Meißner-Kreis, Ringgau
- Burgberg (Baunatal) (439,6 m; Ringwall), Landkreis Kassel, Habichtswälder Bergland
- Rabenstein (439,3 m), Landkreis Waldeck-Frankenberg, Kellerwald
- Warpel (439,4 m), Landkreis Kassel, Söhre
- Heiligenberg (439,0 m), Schwalm-Eder-Kreis, Melsunger Bergland
- Mosenberg (437,5 m), Schwalm-Eder-Kreis, Knüllgebirge
- Ringelberg (436,4 m), Werra-Meißner-Kreis, Ringgau
- Langenberg (Reinhardswald) (435 m), Landkreis Kassel, Reinhardswald
- Iberg (434,0 m), Werra-Meißner-Kreis, Ringgau
- Brasselsberg (434,2 m), kreisfreie Stadt Kassel, Habichtswälder Bergland
- Roteberg (434 m), Landkreis Hersfeld-Rotenburg, Seulingswald
- Kalte Hainbuche (432,6 m), Schwalm-Eder-Kreis, Gilserberger Höhen
- Eisenberg (Dalwigksthal) (432,4 m), Landkreis Waldeck-Frankenberg, Breite Struth
- Keseberg (431,2 m), Landkreis Waldeck-Frankenberg, Kellerwald
- Bromsberg (427,2 m), Schwalm-Eder-Kreis, Osthessisches Bergland
- Großer Staufenberg (427 m), Landkreis Göttingen, Kaufunger Wald
- Kohlhau (425 m), Landkreis Limburg-Weilburg, Westerwald
- Todtenhöhe (424 m), Landkreis Waldeck-Frankenberg, Burgwald
- Hoher Buhlkopf (423 m), Schwalm-Eder-Kreis, Stölzinger Gebirge
- Flötschkopf (421 m), Wartburgkreis, Richelsdorfer Gebirge
- Heukopf (421 m), Landkreis Waldeck-Frankenberg, Burgwald
- Hangarstein (418,5 m), Landkreis Kassel, Habichtswälder Bergland
- Hühnerfeldberg (418,4 m), Landkreis Göttingen, Kaufunger Wald
- Schlechteberg (Stölzinger Gebirge) (418 m), Landkreis Hersfeld-Rotenburg, Stölzinger Gebirge
- Alter Turm (418 m), Landkreis Hersfeld-Rotenburg, Stölzinger Gebirge
- Gernkopf (417 m), Landkreis Hersfeld-Rotenburg, Knüllgebirge
- Hammelsberg (415,6 m) Main-Kinzig-Kreis, Büdinger Wald
- Mäuseberg (Stölzinger Gebirge) (415 m), Werra-Meißner-Kreis,
- Baunsberg (413,4 m), Landkreis Kassel, Habichtswälder Bergland
- Wasserberg (412 m), Landkreis Waldeck-Frankenberg, Burgwald
- Ratzbusch (409 m), Landkreis Hersfeld-Rotenburg, Richelsdorfer Gebirge
- Tauschenberg (406,8 m), Landkreis Marburg-Biedenkopf, Burgwald
- Ziegenküppel (Stolzhäuser Rücken) (405,8 m), Werra-Meißner-Kreis, Stolzhäuser Rücken, Stölzinger Gebirge
- Uhrenkopf (405 m), Landkreis Waldeck-Frankenberg, Kellerwald
- Auerhansberg (403 m), Landkreis Hersfeld-Rotenburg, Richelsdorfer Gebirge
- Hesselkopf (403 m), Landkreis Hersfeld-Rotenburg, Richelsdorfer Gebirge
- Plessenberg (402 m), Landkreis Hersfeld-Rotenburg, Seulingswald
- Stoppelberg (401,2 m), Lahn-Dill-Kreis, Taunus
- Schönelsberger Kopf (401 m), Landkreis Waldeck-Frankenberg, Burgwald
- Pinnköppel (399,6 m), Hochtaunuskreis, Taunus
- Gerhardsberg (399 m), Landkreis Marburg-Biedenkopf, Burgwald
- Hegeküppel (399 m), Landkreis Hersfeld-Rotenburg, Richelsdorfer Gebirge
- Heidenhäuschen (398 m), Landkreis Limburg-Weilburg, Westerwald
- Dornburg (396 m), Landkreis Limburg-Weilburg, Westerwald
- Eichkopf (Wernborn) (394,8 m), Hochtaunuskreis, Taunus
- Ahlberg (394,6 m), Landkreis Kassel, Reinhardswald
- Heiligenberg (Felsberg) (393 m), Schwalm-Eder-Kreis, nahe Felsberg
- Heuberg (Hofgeismarer Stadtwald) (392,0 m), Landkreis Kassel, Hofgeismarer Stadtwald
- Hohehardt (391 m), Landkreis Marburg-Biedenkopf, Burgwald
- Schiefergrundskopf (388,6 m), Werra-Meißner-Kreis, Schlierbachswald
- Christenberg (387 m), Landkreis Marburg-Biedenkopf, Burgwald
- Finsterkopf (386 m), Landkreis Waldeck-Frankenberg, Burgwald
- Sattelkopf (384 m), Landkreis Marburg-Biedenkopf, Burgwald
- Odenberg (381 m), Schwalm-Eder-Kreis, Gudensberger Kuppenschwelle
- Heiligenberg (Naumburg) (380,0 m), Landkreis Kassel, Habichtswälder Bergland
- Ortenberg (379,4 m), Landkreis Marburg-Biedenkopf, Lahnberge
- Rödeser Berg (379,0 m), Landkreis Kassel, Habichtswälder Bergland
- Brodberg (376 m), Landkreis Hersfeld-Rotenburg, Richelsdorfer Gebirge
- Hoheberg (Züschen) (375,7 m), Schwalm-Eder-Kreis, Elberberger Höhen
- Hoher Rain (375,7 m), Werra-Meißner-Kreis, Schlierbachswald
- Großer Steinkopf (375 m), Landkreis Hersfeld-Rotenburg, Seulingswald
- Hünerberg (375,0 m), Hochtaunuskreis, Taunus
- Igelsbett (373,8 m), Landkreis Kassel, Habichtswälder Bergland
- Hagenstein (373,3 m), Landkreis Waldeck-Frankenberg, Kellerwald
- Großer Dörnberg (372,0 m), Landkreis Waldeck-Frankenberg, Langer Wald
- Ofenberg (372 m), Landkreis Kassel, Habichtswälder Bergland
- Vogelheerd (369,8 m), Landkreis Marburg-Biedenkopf, Marburger Rücken
- Hühnerküppel (369,3 m), Landkreis Limburg-Weilburg, Taunus
- Otzberg (367 m), Landkreis Darmstadt-Dieburg, Odenwald
- Rauenstein (366,4 m), Landkreis Kassel, Habichtswälder Bergland
- Reichenberg (366 m), Landkreis Hersfeld-Rotenburg, Richelsdorfer Gebirge
- Hardtkopf (363,8 m), Landkreis Kassel, Ostwaldecker Randsenken
- Amöneburg (363 m), Landkreis Marburg-Biedenkopf, Amöneburger Becken
- Kammerberg (360,8 m), Schwalm-Eder-Kreis, Habichtswälder Bergland
- Binselberg (359 m), Landkreis Darmstadt-Dieburg, Odenwald
- Großer Hirschberg (358 m), Landkreis Marburg-Biedenkopf, Burgwald
- Hauptkopf (357 m), Landkreis Marburg-Biedenkopf, Burgwald
- Steinkopf bei Hilwartshausen (353,2), Landkreis Kassel, Reinhardswald
- Quillerkopf (Quiller; ca. 345 m), Schwalm-Eder-Kreis, nahe Körle
- Stöckeberg (344,8 m), Landkreis Kassel, Waldecker Wald, Langer Wald
- Gellenberg (340 m), Landkreis Hersfeld-Rotenburg, Seulingswald
- Söhler (338 m), Landkreis Marburg-Biedenkopf, Burgwald
- Hundsburg (334,9 m), Schwalm-Eder-Kreis, Kellerwald
- Hoheberg (Reptich) (333,2 m), Schwalm-Eder-Kreis, Gilserberger Höhen
- Großer Wachenkopf (333,1 m), Schwalm-Eder-Kreis, Habichtswälder Bergland
- Kleiner Wachenkopf (327 m), Schwalm-Eder-Kreis, Habichtswälder Bergland
- Johanneskirchenkopf (332 m), Schwalm-Eder-Kreis, Alter Wald
- Kainsberg (324 m), Landkreis Waldeck-Frankenberg, Burgwald
- Lamsberg (322 m), Schwalm-Eder-Kreis, Gudensberger Kuppenschwelle
- Ziegenrück (318,2 m), Landkreis Kassel, Habichtswälder Bergland
- Graner Berg (315,0 m), Landkreis Kassel, Wolfhager Hügelland
- Firnskuppe (313,9 m), kreisfreie Stadt Kassel, Habichtswälder Bergland
- Mensfelder Kopf (313,7 m), Landkreis Limburg-Weilburg, Taunus
- Kopfsteine (310 m), Landkreis Kassel, Habichtswälder Bergland
- Nenkel (307,1 m), Schwalm-Eder-Kreis, Gudensberger Kuppenschwelle
- Breuberg (306 m), Odenwaldkreis, Odenwald
- Wartberg (306,0 m), Schwalm-Eder-Kreis, Fritzlarer Börde
- Schloßberg (305,8 m), Schwalm-Eder-Kreis, Gudensberger Kuppenschwelle
- Hasenberg (304,0 m), Schwalm-Eder-Kreis, Gudensberger Kuppenschwelle
- Scharfenstein (304 m), Schwalm-Eder-Kreis, Gudensberger Kuppenschwelle
- Beselicher Kopf (296,0 m), Landkreis Limburg-Weilburg, Westerwald
- Junkerskopf (284,2 m), Schwalm-Eder-Kreis, Habichtswälder Bergland
- Holzberg (280 m), Hochtaunuskreis, Taunus
- Schützeberg (277,2 m), Landkreis Kassel, Habichtswälder Bergland
- Büraberg (275 m), Schwalm-Eder-Kreis, Hessenwald
- Steinkopf bei Wülmersen (271,1), Landkreis Kassel, Reinhardswald
- Mader Stein (265 m), Schwalm-Eder-Kreis, Gudensberger Kuppenschwelle
- Hahn (255,8 m), Schwalm-Eder-Kreis, Kasseler Becken
- Eckerich (254 m), Schwalm-Eder-Kreis, Elberberger Höhen
- Steinkopf in Fuldatal (250), Landkreis Kassel, Reinhardswald
- Neroberg (245,0 m), Wiesbaden, Taunus
- Rammelsberg (Kassel) (mind. 237,5 m), kreisfreies Kassel
- Nacken (227,3 m), Schwalm-Eder-Kreis, Gudensberger Kuppenschwelle
- Moosberg (185,0), Landkreis Kassel, Reinhardswald